# Maskinskruv

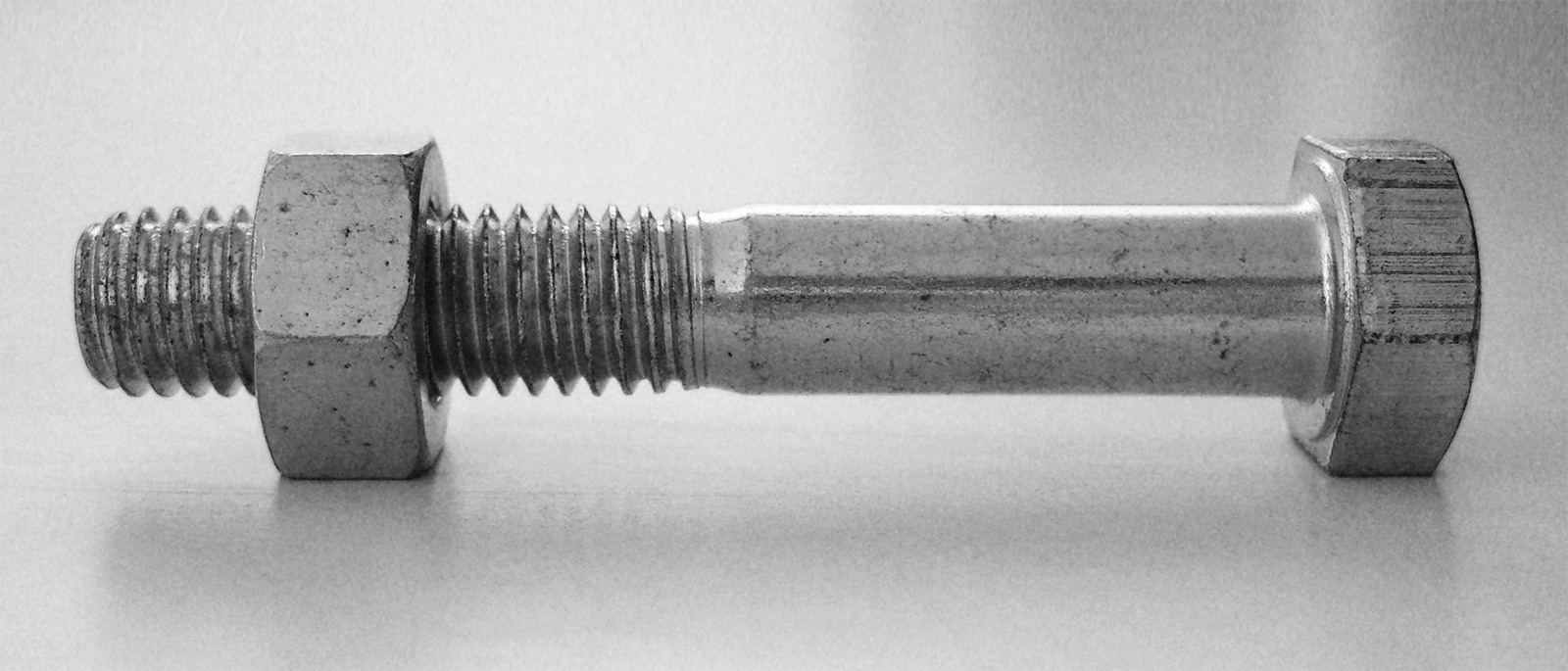
Maskinskruv med en mutter

En maskinskruv är ett cylindriskt utvändigt gängat fästelement som kan dras åt eller släppas av en vridkraft och en matchande invändig gänga. När den invändiga gängan görs i en egen kropp med utvändiga grepp och är avsedd att fungera som mothåll kallas den mutter. Skruven kan även monteras i ett gängat objekt, även kallad godsgänga. 

## Utförande
Maskinskruv avses normalt att skruvas in i en motgående godsgänga eller en mutter och har relativt hög hållfasthet. Det finns även maskinskruv som är självborrande och självgängande och kan sägas vara en hybrid av de två typerna, gängor som Taptite®. Maskinskruven kan vara helgängad eller delgängad.
De vanligaste maskinskruvarna är cylindriska skallskruvar det vill säga skruvar med huvud men kan ha sexkantsskalle.

## Gängor

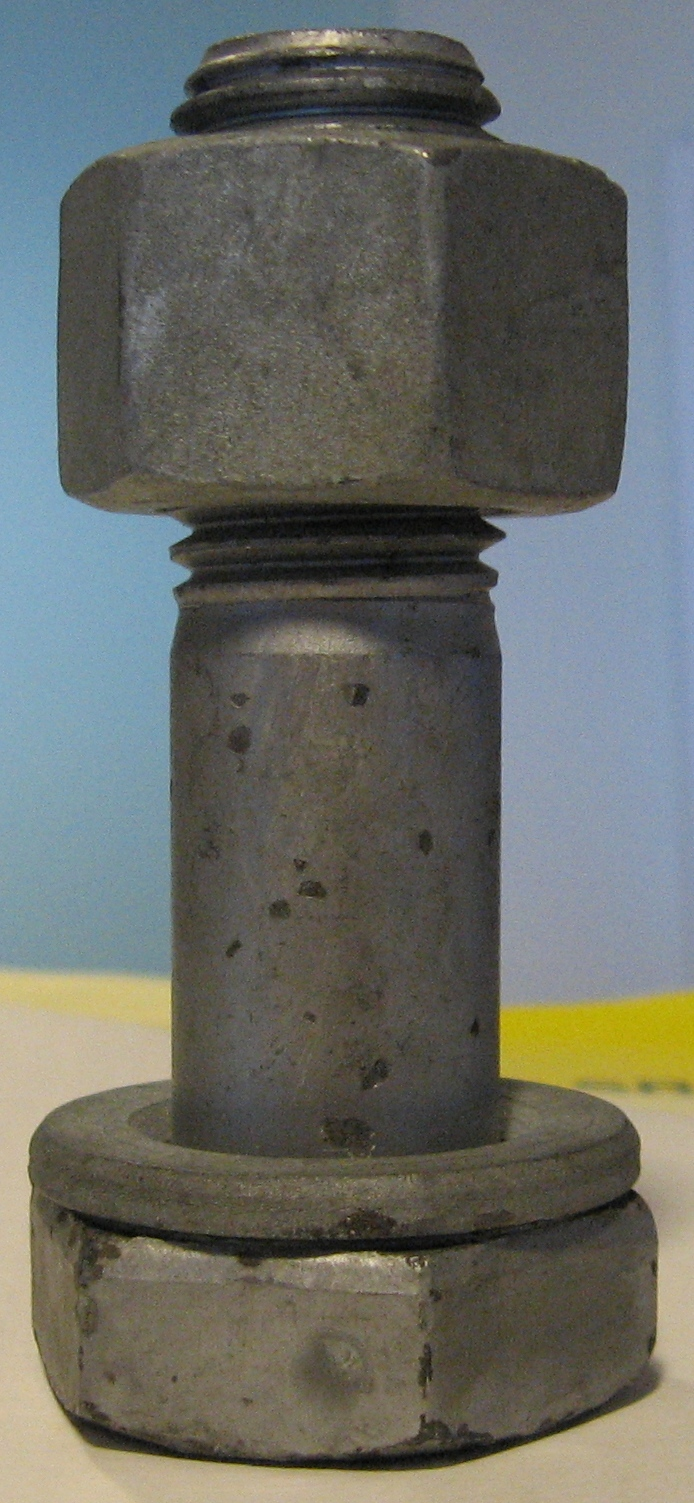
Stålbyggnadsskruv DIN 6914 med DIN 6916 bricka och UNI 5587 mutter.

Skruvgängan kan utformas efter olika standarder för stigning och form (profil):
- Metrisk (grov, medel och fin delning), se M-gänga
- Metrisk rundgänga
- UNC-gänga (Unified grov)
- UNF-gänga (Unified fin)
- Whitworth
- NPT konisk rörgänga
- Trapetsgänga
- Såggänga

Nästan alla skruvar är högergängade, men för speciella funktioner görs vänstergängade skruvar. Exempelvis då sådan vridbelastning förekommer som annars kan lossa skruven, som vänster cykelpedal. Eller då en rotation ska orsaka samtidig rörelse åt motsatta håll, som i vantskruvar.
Metrisk gänga är idag vanligast, standard enligt ISO sedan 1947, men fortfarande används i viss utsträckning tumgängor av olika slag till exempel UNC (Unified Coarse) och UNF (Unified Fine), inom vissa områden, främst i produkter relaterade till USA. Även andra och ibland exotiska gängor existerar till exempel BSA-gänga, vilket står för British Standard Association. Tidigt hade varje tillverkare sin egen gängprofil och stigning, men detta standardiserades vid mitten av på 1800-talet av Joseph Whitworth.